# Slaget vid Naseby
Slaget vid Naseby stod år 1645 vid byn Naseby under det engelska inbördeskriget. Slaget resulterade i en avgörande seger för parlamentets sida i kriget. På parlamentets sida stod New Model Army under Thomas Fairfax. Som motståndare hade de den rojalistiska hären under prins Rupert som var systerson till kungen Karl I. 
Båda härförarna hade hämtat inspiration från Gustav II Adolf och den svenska arméns framgångar i det trettioåriga kriget[källa behövs]. Prins Rupert inspirerades främst från Gustav II Adolfs offensiva och aggressiva taktik på slagfältet. Den offensiva taktiken tilltalade även parlamentets trupper som även inspirerades av kavalleriattacker med blanka vapen och som dessutom såg ett andligt föredöme i Gustav Adolf.
Slaget började på morgonen den 14 juni 1645 genom att prins Rupert utförde en snabb kavalleriattack mot Fairfax armé och gjorde därmed misstaget att överge sin fördelaktiga position på en höjd. Ingendera sidan kunde utnyttja sitt artilleri eftersom striden snabbt utvecklades till en närstrid. Prins Ruperts snabba kavalleriattack gjorde att han tappade kontakten med sin armé och han fick därmed inget inflytande över slaget. Fairfax lyckades hålla infanterilinjen och parlamentets kavalleri under befäl av Oliver Cromwell och Henry Ireton kunde sedan omsluta rojalisterna och anföll från båda håll. Rojalisternas infanteri lämnades åt sitt öde med stora förluster som följd.